# Leptocometes penicillatus
Leptocometes penicillatus es una especie de escarabajo longicornio del género Leptocometes, tribu Acanthocinini, subfamilia Lamiinae. Fue descrita científicamente por Monné en 1990.
El período de vuelo de la especie se presenta durante los meses de marzo y junio.

## Descripción
Mide 9,7-11 milímetros de longitud.

## Distribución
Se distribuye por Colombia y Ecuador.